# بومنزویل (پنسیلوانیا)
بومنزویل (به انگلیسی: Bowmansville) یک منطقهٔ مسکونی در ایالات متحده آمریکا است که در شهرستان لنکستر، پنسیلوانیا واقع شده‌است. بومنزویل ۲٬۰۷۷ نفر جمعیت دارد.